# Schottkys sats
Inom matematiken är Schottkys sats, introducerad av Schottky (1904) ett resultat som säger att storleken |f(z)| av en funktion f, analytisk i öppna enhetsdisken och som inte får värdena 0 eller 1, kan begränsas i termer av z och f(0).
Schottkys ursprungliga sats gav ingen explicit begränsning för f. Ostrowski (1931, 1933) gav några svaga explicita begränsningar. Ahlfors (1938, teorem B) gav en stark explicit begränsning: om f satisfierar kraven ovan är 
{\displaystyle \log |f(z)|\leq {\frac {1+|z|}{1-|z|}}(7+\max(0,\log |f(0)|))}.
Flera författare, exempelvis Jenkins (1955), har gett variationer av Ahlfors begränsning med bättre konstanter: speciellt gav Hempel (1980) begränsningar som på ett visst sätt är bästa möjliga.